# Hamataliwa haytiana
Hamataliwa haytiana är en spindelart som först beskrevs av Chamberlin 1925.  Hamataliwa haytiana ingår i släktet Hamataliwa och familjen lospindlar. Inga underarter finns listade i Catalogue of Life.